# Connaissance des Pères de l’Église
Connaissance des Pères de l’Église, est une revue thématique trimestrielle consacrée à la patristique. Présentant à chaque numéro un dossier complet sur un Père de l'Église, une zone géographique ou un thème théologique en lien, la revue est rédigée en français par des enseignants et des chercheurs autour de Marie-Anne Vannier.

## Historique
Chaque trimestre, la revue présente « un dossier le plus complet possible, en faisant appel aux spécialistes de la question et en adoptant une approche pluridisciplinaire originale ».
De puis 1992, la rédactrice en chef de la revue est Marie-Anne Vannier.
Pour le 30e anniversaire de la revue, les 27 et 28 janvier 2012, les éditions Nouvelle Cité organisent un colloque au siège de la Conférence des évêques de France avec de nombreux intervenants dont Mgr Pierre-Marie Carré, archevêque de Montpellier, Mgr Michel Pansard, évêque de Chartres et Mgr Claude Dagens, évêque d’Angoulême et académicien,.

## Contenu
La revue a pour but de faire connaître les Pères de l’Église et leurs écrits. La revue « présente respectivement un Père, une région, un genre littéraire et un thème. A chaque fois, après un article d'introduction substantiel viennent des articles qui éclairent plus précisément telle ou telle composante du sujet du numéro ».
Chaque trimestre, la revue contient également une recension des livres récemment parus, une bibliographie sur le sujet traité et des pistes d'approfondissement. 